# Victor Graeff
Victor Graeff là một đô thị thuộc bang Rio Grande do Sul, Brasil. Đô thị này có diện tích 238,274 km², dân số năm 2007 là 2863 người, mật độ 12,02 người/km².